# Лазуткин, Владимир Иванович
Владимир Иванович Лазуткин (11.06.1933, Баку, Азербайджан — 13.07.2003) — советский учёный в области систем автоматизированного управления, лауреат Ленинской премии.

## Биография
Окончил школу № 193 г. Баку (1951) и радиотехнический факультет Ленинградского политехнического института (1957, с отличием).
- 1957—1961 на научной и конструкторской работе на кафедре «Математические и счетно-решающие приборы и устройства» ЛПИ,
- 1961—1975 начальник отдела в ОКБ ЛПИ.
- 1975—1985 главный конструктор ОКБ «Радуга».
- 1985—2000 ведущий научный сотрудник ВНИИТ (Всесоюзный научно-исследовательский институт источников Телевидения).

Похоронен в Санкт-Петербурге на Северном кладбище.

## Научная деятельность
Участник программ запуска искусственных спутников и космических кораблей. Один из авторов автоматизированной цифровой информационной машины «Кварц», предназначенной для определения параметров траектории орбитальных объектов и передачи данных по каналам связи (1958). Разработчик первых факсимильных комплексов передачи изображений, в том числе цветных.

## Награды и звания
Доктор технических наук (1985).
Ленинская премия 1970 года — за участие в разработке автоматизированной системы управления ракетными войсками стратегического назначения (АСУ РВСН) (1968)
Государственная премия СССР (1985).